# Cuisine ouzbèke
La cuisine ouzbèke est typique des traditions culinaires des pays d'Asie centrale. 
Le plat national de l'Ouzbékistan est l'osh, un plat composé de riz, de mouton et de légumes, dont les variantes sont très nombreuses. À titre d'exemple, il est possible d'y ajouter des carottes, des pois chiches, des feuilles de vigne, des raisins secs ou du coing. Bien qu'il se trouve dans de nombreux restaurants, il demeure cuisiné par les familles lors des grandes occasions (mariage ou fin du ramadan). 

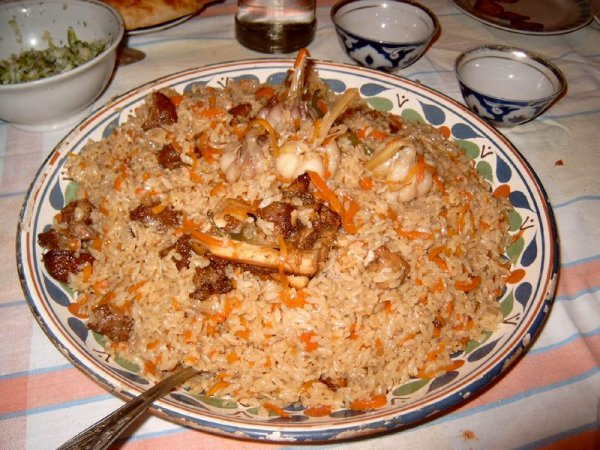
Un plat dosh, le plat national ouzbek.

Un autre plat ouzbek d'importance est le chachlik, des brochettes composées de morceaux de viande et de gras, généralement de mouton, mais à l'occasion de bœuf, d'agneau ou de poulet. Elles sont souvent accompagnées d'oignons crus vinaigrés et d'aneth.  
Il est de coutume en Ouzbékistan d'utiliser souvent de l'huile de coton, peu digeste pour les Occidentaux.

## Plats typiques

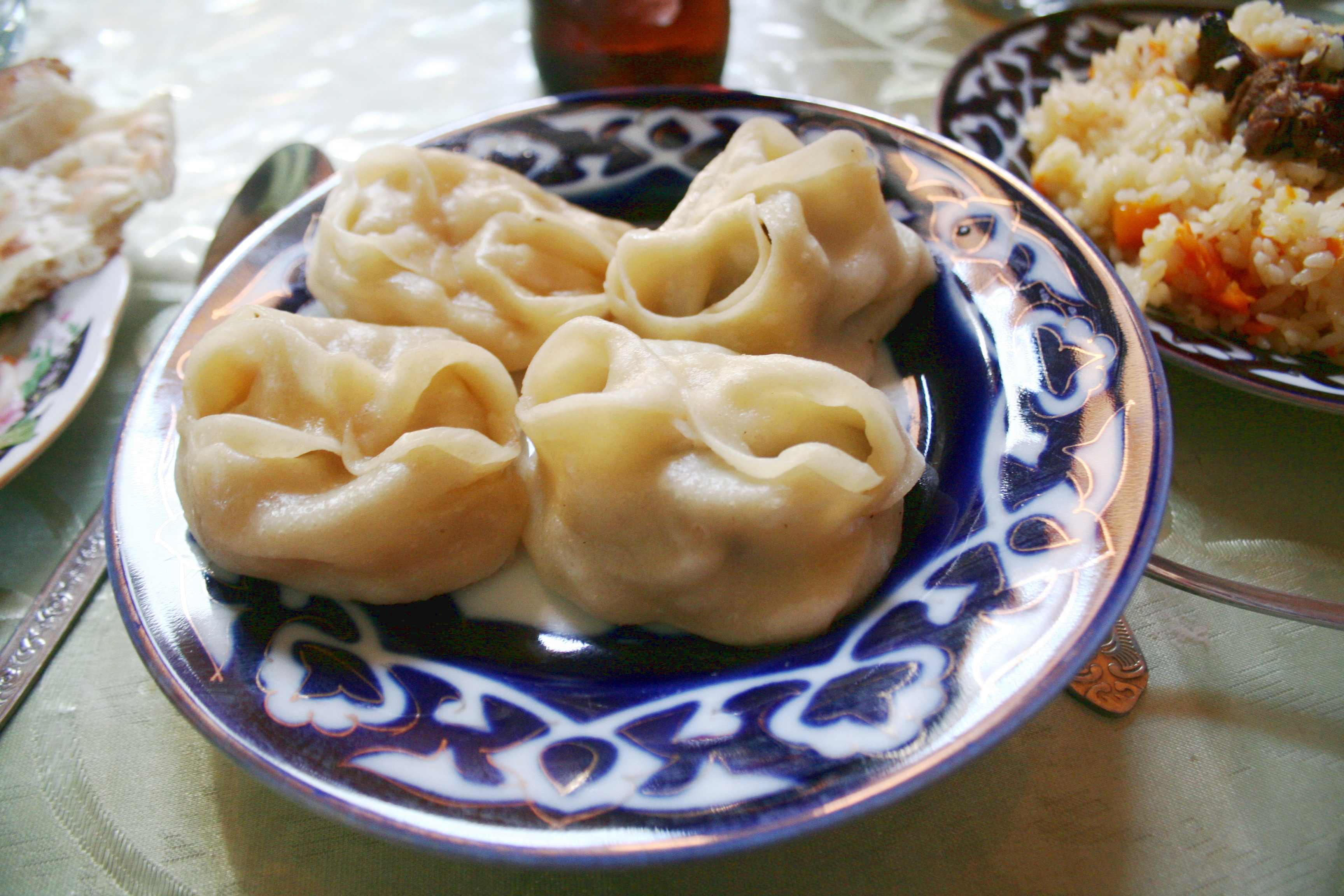
Mantı ouzbeks.

- Osh : plat national (plov en russe), composé de riz sauté, de mouton.
- Chachlik : brochettes composées de six morceaux de viande et de gras, en général de mouton.
- Laghman : longues nouilles cuisinées en soupe ou sautées.
- Mantı : raviolis vapeur farcis à la viande et à l'oignon.
- Naryn : plat de nouilles et de viande de cheval.
- Chuchvara : raviolis vapeur à la carotte ou au potiron.
- Dimlama : ragoût de viande (généralement de mouton), de légumes et parfois de fruits.